# Pericei
Pericei (in ungherese Szilágyperecsen) è un comune della Romania di 3 979 abitanti, ubicato nel distretto di Sălaj, nella regione storica della Transilvania. 
Il comune è formato dall'unione di 4 villaggi: Bădăcin, Pericei, Periceiu Mic, Sici.
Secondo alcune fonti, Pericei avrebbe dato i natali al filologo e vescovo greco-cattolico Ioan Alexi (1801-1863); tale indicazione rimane peraltro dubbia, in quanto altre fonti indicano il suo luogo di nascita nel villaggio di Mălădia, oggi parte del comune di Măeriște. È accertato invece che vi nacque il politico Iuliu Maniu.